# L'ostaggio (Crais)
L'ostaggio (Hostage) è un romanzo poliziesco di Robert Crais, edito nel 2001.
Nel 2002, il libro ha ottenuto la Nomination al CWA Ian Fleming Steel Dagger: il premio era  alla sua prima edizione.

## Trama
Denny, Kevin e Mars sono tre ragazzi californiani decisi a compiere una rapina. Il colpo ha però un esito tragico: il proprietario della pompa di benzina viene accidentalmente ucciso.
Per i tre giovani inizia una fuga rocambolesca che si conclude nella villa di Walter Smith, contabile di una cosca mafiosa.
In poco tempo l'edificio viene circondato dalla polizia, ma i mafiosi non hanno alcuna intenzione di far cadere i propri archivi nelle mani sbagliate.

## Opere derivate
Dal libro, nel 2005, è stato tratto il film Hostage, diretto da Florent Emilio Siri, con Bruce Willis, Kevin Pollak, Jimmy Bennett, Michelle Horn.

## Edizioni in italiano
- Robert Crais, L'ostaggio, traduzione di Annamaria Raffo, Milano: Mondadori, 2002
- Robert Crais, L'ostaggio, traduzione di Annamaria Raffo, Milano: Oscar Mondadori, 2003